# Leonard Sidgwick Howell
Pour les articles homonymes, voir Leonard Howell et Howell.
Leonard Sidgwick Howell, né le 6 août 1848 à Lambeth et mort le 7 septembre 1895 à Lausanne en Suisse, est un footballeur anglais. Il remporte la coupe d'Angleterre de football en 1873 et est sélectionné une fois en équipe d'Angleterre de football.
Leonard Howell naît à Lambeth et suit sa scolarité au Winchester College. Il y fait preuve d'une habileté particulière pour le sport et représente son collège en football, cricket et en athlétisme. Il remporte d'ailleurs le championnat d'athlétisme sur les distances de 100 yards, 300 yards et 110 yards haies en 1866.

## Sa carrière

### En club
Une fois sa scolarité terminée, Leonard Howell rejoint le Wanderers Football Club. En application des règles de la coupe d'Angleterre de football, le club vainqueur de l'année précédente se voit exempté jusqu'à la finale. La finale se déroule aux Lillie Bridge Grounds le 29 mars 1873 contre Oxford University Association Football Club. C'est le premier match de Howell avec son club et donc son premier match officiel en football au plus haut niveau. Il débute donc directement par une finale de « Cup ». Et accessoirement par une victoire.

### En équipe nationale
Leonard Howell fait une unique apparition sous le maillot de l'équipe d'Angleterre de football. Il est sélectionné pour le deuxième match international de l'histoire entre l'Angleterre et l'Écosse. Ce match se déroule le 8 mars 1873 et voit l'Angleterre vaincre sur le score de 4 buts à 2 au Kennington Oval. Lors de ce match cinq autres joueurs des Wanderers sont sélectionnés.
La carrière de footballeur de Leonard Howell est particulièrement brève. En effet elle prend fin dès la saison suivante à la suite d'une blessure.

## En cricket
Alors qu'il joue au football au plus haut niveau, Leonard Howell joue aussi au cricket, et à un très bon niveau. Il fait dix-neuf apparitions en première classe pour le Surrey County Cricket Club et le Marylebone Cricket Club entre 1869 et 1880. Il est un batteur droitier. Sa meilleure saison est l'année 1870 au cours de laquelle il marque 163 runs en 8 innings. Lors de la rencontre contre Oxford University en juin/juillet 1870 il marque 49 runs dans le premier inning avant d'en marquer 96 lors du second inning. C'est le record de sa carrière.

## Palmarès
- Wanderers FC
  - Vainqueur de la Coupe d'Angleterre en 1873